# Trichaphodioides pulchellus
Trichaphodioides pulchellus är en skalbaggsart som beskrevs av Müller 1941. Trichaphodioides pulchellus ingår i släktet Trichaphodioides och familjen Aphodiidae. Inga underarter finns listade i Catalogue of Life.